# Mastodon
Mastodon este o formație americană de muzică heavy metal, originară din Atlanta, Georgia, fondată în anul 2000. Formația e compusă din basistul Troy Sanders, chitaristul Brent Hinds, chitarist Bill Kelliher și bateristul Brann Dailor.
Mastodon a lansat cinci albume de studio, un album live cu DVD, o compilație a materialelor timpurii și un box set. Cel de-al doilea album al formației, Leviathan, bazat pe renumitul roman al lui Herman Melville, Moby Dick, a fost Albumul Anului desemnat de trei reviste de profil, în 2004: Revolver, Kerrang! și Terrorizer. Mastodon a obținut un succes comercial mai mare odată cu albumul din 2011 The Hunter, care a debutat pe poziția a 10-a în topul Billboard 200.

## Componența
Membri actuali
- Troy Sanders –  chitară bas, vocal (2000–prezent)
- Brent Hinds – chitară electrică, vocal (2000–prezent)
- Bill Kelliher – chitară, back vocal (2000–prezent)
- Brann Dailor – baterie, vocal (2000–prezent)

Foști membri
- Eric Saner – vocal (2000)

Membri de turnee
- Derek Mitchka - clape (2011)

## Premii și nominalizări
Premiile Grammy
| An   | Beneficiar           | Premiu                                            | Rezultat     |
| ---- | -------------------- | ------------------------------------------------- | ------------ |
| 2007 | "Colony of Birchmen" | Grammy Award for Best Metal Performance           | Nominalizare |
| 2012 | "Curl of the Burl"   | Grammy Award for Best Hard Rock/Metal Performance | Nominalizare |

Premiile Kerrang!
| An   | Beneficiar | Premiu     | Rezultat |
| ---- | ---------- | ---------- | -------- |
| 2009 | "Oblivion" | Best Video | Câștigat |
| 2012 | The Hunter | Best Album | Câștigat |

Metal Hammer Golden Gods Awards
| An   | Beneficiar                    | Premiu                              | Rezultat |
| ---- | ----------------------------- | ----------------------------------- | -------- |
| 2007 | "Brent Hinds & Bill Kelliher" | Golden Gods Award for Best Shredder | Câștigat |
| 2012 | The Hunter                    | Golden Gods Award for Best Album    | Câștigat |

Revolver Golden Gods
| An   | Beneficiar     | Premiu                             | Rezultat     |
| ---- | -------------- | ---------------------------------- | ------------ |
| 2012 | "Brann Dailor" | Golden Gods Award for Best Drummer | Nominalizare |

## Discografie
Albume de studio
- Remission (2002)
- Leviathan (2004)
- Blood Mountain (2006)
- Crack the Skye (2009)
- The Hunter (2011)
- Once More 'Round the Sun (2014)
- Emperor of Sand (2017)
- Hushed and Grim (2021)